# Lepanthes erythrostanga
Lepanthes erythrostanga är en orkidéart som beskrevs av Henry August Hespenheide och Donald Dungan Dod. Lepanthes erythrostanga ingår i släktet Lepanthes och familjen orkidéer. Inga underarter finns listade i Catalogue of Life.